# ممدوح العكر
ممدوح العكر (مواليد 1943) هو طبيب وسياسي فلسطيني. وكان ضمن عدة وفود في الاجتماعات مع إسرائيل وعمل عضوا في مجلس التعليم العالي الفلسطيني بين عامي 1994 و2018.

## النشأة والتعليم
ولد العكر في نابلس، فلسطين الانتدابية، عام 1943. تخرج من كلية الطب جامعة القاهرة عام 1969. أثناء دراسته الجامعية كان عضوا في الجبهة الشعبية الماركسية لتحرير فلسطين.
أصبح العكر زميلًا في كلية الجراحين الملكية في إدنبرة عام 1977. تلقى تدريبًا في جراحة المسالك البولية في مستشفى كلية كينجز في لندن من عام 1979 إلى عام 1981.

## الحياة المهنية والأنشطة
بعد تخرجه عمل العكر في الكويت كطبيب بين عامي 1970 و1973. واصل مهنته في مستشفى المقاصد في القدس بعد أن أنهى تدريبه في لندن.
وكان العكر عضواً في الوفد الفلسطيني في مؤتمر السلام الذي عقد في مدريد في تشرين الأول/أكتوبر 1991 وفي المفاوضات التي تلته بين الفلسطينيين وإسرائيل. وكان ضمن المجموعة الفلسطينية التي وضعت اتفاقيات أوسلو عام 1993. إلا أنه تركها لأن الاتفاق المقترح لم يتضمن أي بند يقضي بوقف الاستيطان في الضفة الغربية، والسيطرة المشتركة على بلدية القدس، وإطلاق سراح كافة الأسرى الفلسطينيين الذين تعتقلهم إسرائيل. وبسبب ذلك أصبح من منتقدي السلطة الفلسطينية في عام 1994 عند تأسيسها. كما انتقد سياسات إسرائيل في الضفة الغربية. أصبح عضواً في مجلس التعليم العالي الفلسطيني عام 1994 وشغل هذا المنصب حتى أغسطس 2018. وترأس منظمة حقوق الإنسان التابعة للسلطة الفلسطينية في العقد الأول من القرن الحادي والعشرين.
وكان العكر نائباً لرئيس جامعة بيرزيت، وشارك في إنشاء أول كلية طب فلسطينية في جامعة القدس عام 1995، وكان عضواً في اللجنة التوجيهية لها. وهو استشاري جراحة المسالك البولية في مستشفى أوغوستا فيكتوريا في القدس الشرقية.
كان العكر عضوًا في العديد من المنظمات. وهو أحد مؤسسي معهد مانديلا للسجناء السياسيين الفلسطينيين، وشغل منصب نائب رئيس الهيئة الفلسطينية المستقلة لحقوق المواطن. وهو أمين صندوق مركز بارينبويم سعيد للموسيقى ومقره رام الله.

## السجن
اعتقلت القوات الإسرائيلية العكر عدة مرات. واتهموه بالارتباط بفصائل المقاومة الفلسطينية، وسجن عام 1991 دون أي تهمة رسمية. وقد اعتقل عام 2002 وسجن لمدة 40 يوما في الحبس الانفرادي.